# 和田村 (広島県)
和田村（わだむら）は、広島県双三郡にあった村。現在の三次市の一部にあたる。

## 地理
三次盆地の馬洗川右岸、国兼川の流域に位置していた。

## 歴史
- 1889年（明治22年）4月1日、町村制の施行により、三谿郡向江田村、和知村、皆瀬村が合併して村制施行し、和田村が発足[1][2]。旧村名を継承した向江田、和知、皆瀬の3大字を編成[2]。
- 1898年（明治31年）10月1日、郡の統合により双三郡に所属[1][2]。
- 1905年（明治38年）和田村購買生産販売組合、和田信用組合設立[2]。
- 1954年（昭和29年）3月31日、双三郡三次町、十日市町、酒河村、河内村、神杉村、田幸村、粟屋村と合併し、市制施行して三次市を新設して廃止された[1][2]。

### 地名の由来
合併村のうち向江田、和知の各一文字を組み合わせたもの。

## 産業
- 農業、養蚕、畳表[2]

## 交通

### 鉄道
- 1923年（大正12年）芸備鉄道（現芸備線）の広島～庄原間が開通し、下和知駅開設[2]。